# Warren G. Harding
Warren Gamaliel Harding (Blooming Grove, 2 de novembro de 1865 – São Francisco, 2 de agosto de 1923) foi o 29.º presidente dos Estados Unidos entre 1921 e 1923. Harding era um editor de jornal que serviu como membro do senado estadual e 28º vice-governador de Ohio e senador dos Estados Unidos. No senado, ele protegeu os interesses do álcool e apoiou moderadamente o sufrágio feminino. Ele foi o primeiro senador em exercício e o primeiro jornalista a ser eleito presidente.
Harding era o candidato de conciliação na eleição presidencial de 1920, prometendo o retorno da nação a "normalidade" na forma de uma economia forte, independente da influência externa. Ele e o Partido Republicano desejavam distanciar-se do progressismo que dominou o começo do século XX. Harding e Calvin Coolidge, seu running mate, derrotaram James M. Cox e Franklin D. Roosevelt na maior margem de vitória no voto popular desde que existem registros das votações.
Harding originalmente queria colocar as "melhores mentes" em seu gabinete, nomeando Herbert Hoover como secretário do comércio e Charles Evans Hughes como secretário de estado. Entretanto, ele recompensou amigos e contribuintes, conhecidos como a Gangue de Ohio, com posições poderosas. Vários casos de corrupção ocorreram durante sua administração; um dos membros de seu gabinete e vários de seus nomeados foram presos. Harding conseguiu limpar a corrupção com o Departamento dos Veteranos. Apesar dos escândalos, muitos investigados e revelados após sua presidência, Harding teve realizações significativas.
Internamente, ele aprovou o primeiro programa de bem-estar infantil dos Estados Unidos e lidou com trabalhadores em greve nas minas e nas ferrovias, apoiando períodos de trabalho de oito horas diárias. A taxa de desemprego caiu pela metade durante a administração Harding. Ele também conseguiu criar o Departamento de Orçamento, que ajudou a refrear e acompanhar as despesas federais. Harding defendeu um projeto de lei contra linchamentos para diminuir a violência contra os afro-americanos; porém os Democratas do sul do país e um Republicano proeminente barraram a legislação. Em assuntos internacionais, ele desdenhou a Sociedade das Nações e oficialmente encerrou a Primeira Guerra Mundial ao assinar separados acordos de paz com a Alemanha e Áustria. Harding foi o primeiro presidente a promover e implementar de forma bem-sucedida um desarmamento naval mundial e pediu para os EUA participarem de uma corte internacional.
Em agosto de 1923, Harding desmaiou e morreu na Califórnia enquanto voltava de uma viagem para o Alasca, sendo sucedido por seu vice-presidente Calvin Coolidge. Apesar de popular entre contemporâneos, avaliações de historiadores e acadêmicos nos anos seguintes o classificam como um presidente ruim, com um governo marcado por escândalos pessoais (como um caso extraconjugal) e corrupção política (como o Caso Teapot Dome).